# 武部直美
武部 直美（たけべ なおみ、1967年 - ）は、日本のテレビドラマ・映画プロデューサー。血液型はAB型、東映所属。京都府出身。日本映画テレビプロデューサー協会正会員。

## 概要
『アクマイザー3』で特撮やその脚本家の長坂秀佳に興味を持ち東映に入社、主に2時間ドラマや特撮テレビドラマを中心にプロデューサーとして携わる。また『超光戦士シャンゼリオン』（1996年）以降、特撮テレビドラマでは先輩プロデューサーである白倉伸一郎と組むことが多く、その場合主にキャスティングに回ることが多い。仮面ライダーシリーズの多くに携わる。2005年と2007年には劇団たいしゅう小説家でプロデュースも手がけている。

## 経歴
- 東映入社。商品化権営業部に配属され、2年後にテレビ企画制作部に異動する[4]。
- 1994年 - 『新・女弁護士朝吹里矢子 夢の告発』にて初めてプロデューサー補を務める。
- 1996年 - 『新・女弁護士朝吹里矢子 僧衣を着た銀行強盗の告発!?』にてプロデューサーに昇格。
- 1998年 - 女の子を出産。10ヶ月間の育児休暇を取得[4]。
- 2000年 - 再びプロデューサー業に復帰。
- 2001年 - 『仮面ライダーアギト』にてサブプロデューサーを担当。
- 2008年 - 『仮面ライダーキバ』にて自身初となる連続テレビドラマのチーフプロデューサーを担当した[1]。
- 2010年 - 『仮面ライダーオーズ/OOO』にて自身2度目となる連続テレビドラマのチーフプロデューサーを担当。
- 2012年 - 『特命戦隊ゴーバスターズ』にて戦隊シリーズに復帰かつ初のチーフプロデューサーを担当。
- 2013年 -　映画『仮面ライダー×スーパー戦隊×宇宙刑事 スーパーヒーロー大戦Z』、舞台『おれの舞台』などのプロデュースを経て、『仮面ライダー鎧武/ガイム』にて平成仮面ライダーシリーズでは3度目となるチーフプロデューサーを担当。
- 2015年 - 『手裏剣戦隊ニンニンジャー』にて戦隊シリーズでは2度目となるチーフプロデューサーを担当。
- 2022年 - 『仮面ライダーギーツ』にて仮面ライダーシリーズ4度目となるチーフプロデューサー担当かつ令和仮面ライダーシリーズを初担当。
- 2024年 -　『仮面ライダーガヴ』に令和仮面ライダーシリーズではチーフプロデューサーを担当。

## 主な作品

### テレビドラマ
- 土曜ワイド劇場
  - 「新・女弁護士朝吹里矢子 夢の告発」（1994年） - プロデューサー補
  - 「オムニバススペシャル 殺意を抱く女たち」（1995年） - プロデューサー補
  - 「新・女弁護士朝吹里矢子 僧衣を着た銀行強盗の告発!?」（1996年） - プロデューサー
  - 「新・女弁護士朝吹里矢子 逆転の法廷!」（1996年） - プロデューサー
  - 「新・女弁護士朝吹里矢子 嘱託殺人の罠」（2000年） - プロデューサー
- 超光戦士シャンゼリオン（1996年） - プロデューサー補
- スーパー戦隊シリーズ
  - 電磁戦隊メガレンジャー（1997年 - 1998年） - プロデューサー
  - 特命戦隊ゴーバスターズ（2012年 - 2013年） - チーフプロデューサー
  - 手裏剣戦隊ニンニンジャー（2015年 - 2016年） - チーフプロデューサー
  - 機界戦隊ゼンカイジャー（2021年 - 2022年） - プロデューサー[7]
  - 暴太郎戦隊ドンブラザーズ（2022年 - ） - プロデューサー[8][注 1]
- 仮面ライダーシリーズ
  - 仮面ライダーアギト（2001年 - 2002年） - プロデュース
  - 仮面ライダー龍騎（2002年 - 2003年） - プロデュース
  - 仮面ライダー555（2003年 - 2004年） - プロデュース
  - 仮面ライダー剣（2004年 - 2005年） - プロデュース
  - 仮面ライダーカブト（2006年 - 2007年） - プロデュース
  - 仮面ライダー電王（2007年 - 2008年） - プロデュース
  - 仮面ライダーキバ（2008年 - 2009年） - チーフプロデューサー
  - 仮面ライダーディケイド（2009年） - プロデュース
  - 仮面ライダーオーズ/OOO（2010年 - 2011年） - チーフプロデューサー
  - 仮面ライダーウィザード（2013年） - プロデュース協力（第52話・第53話）
  - 仮面ライダー鎧武/ガイム（2013年 - 2014年） - チーフプロデューサー
  - 仮面ライダージオウ（2018年 - 2019年） - プロデューサー
  - 仮面ライダーギーツ（2022年 - 2023年）チーフプロデューサー
  - 仮面ライダーガヴ（2024年 - ） - チーフプロデューサー[9]
- ざこ検事 潮貞志の事件簿（2002年） - プロデューサー
  - ざこ検事 潮貞志の事件簿2（2004年）
  - ざこ検事 潮貞志の事件簿3（2005年）
- Sh15uya（2005年） - プロデューサー
- ドクター彦次郎3 雷を自在に操る殺人犯vs触診で嘘を暴く医師（2017年） - プロデューサー
  - ドクター彦次郎4 記者殺害の影に疑惑のスーパードクターが!? 人気NO.1病院の闇を彦次郎が暴く！（2019年） - プロデューサー
- 古舘トーキングヒストリー〜戦国最大のミステリー 本能寺の変、完全実況〜（2018年） - プロデュース

#### テレビスペシャル
- 仮面ライダーG（2009年） - プロデュース
- 烈車戦隊トッキュウジャーVS仮面ライダー鎧武 春休み合体スペシャル（2014年） - チーフプロデューサー
- 手裏剣戦隊ニンニンジャーVS仮面ライダードライブ 春休み合体1時間スペシャル（2015年） - チーフプロデューサー

### 映画
- 仮面ライダーシリーズ
  - 劇場版 仮面ライダーアギト PROJECT G4（2001年） - プロデュース
  - 劇場版 仮面ライダー龍騎 EPISODE FINAL（2002年） - プロデュース
  - 劇場版 仮面ライダー555 パラダイス・ロスト（2003年） - プロデュース
  - 劇場版 仮面ライダー剣 MISSING ACE（2004年） - プロデュース
  - 仮面ライダー THE FIRST（2005年） - プロデュース ※劇中にカメオ出演している。
  - 劇場版 仮面ライダーカブト GOD SPEED LOVE（2006年） - プロデュース
  - 劇場版 仮面ライダー電王 俺、誕生!（2007年） - プロデュース
  - 仮面ライダー THE NEXT（2007年） - プロデュース
  - 劇場版 仮面ライダー電王&キバ クライマックス刑事（2008年） - プロデュース
  - 劇場版 仮面ライダーキバ 魔界城の王（2008年） - チーフプロデューサー
  - 劇場版 さらば仮面ライダー電王 ファイナル・カウントダウン（2008年） - プロデュース
  - 劇場版 超・仮面ライダー電王&ディケイド NEOジェネレーションズ 鬼ヶ島の戦艦（2009年） - プロデュース
  - 劇場版 仮面ライダーディケイド オールライダー対大ショッカー（2009年） - プロデュース
  - 仮面ライダー×仮面ライダー W&ディケイド MOVIE大戦2010（2009年） - プロデュース
  - 仮面ライダー×仮面ライダー×仮面ライダー THE MOVIE 超・電王トリロジー（2010年） - プロデュース
    - EPISODE RED ゼロのスタートウィンクル
    - EPISODE BLUE 派遣イマジンはNEWトラル
    - EPISODE YELLOW お宝DEエンド・パイレーツ

  - 仮面ライダーW FOREVER AtoZ/運命のガイアメモリ（2010年） - 「仮面ライダー オーズ」プロデュース協力
  - 仮面ライダー×仮面ライダー オーズ&ダブル feat.スカル MOVIE大戦CORE（2010年） - チーフプロデューサー
  - オーズ・電王・オールライダー レッツゴー仮面ライダー（2011年） - プロデュース
  - 劇場版 仮面ライダーオーズ WONDERFUL 将軍と21のコアメダル（2011年） - チーフプロデューサー
  - 仮面ライダー×仮面ライダー フォーゼ&オーズ MOVIE大戦MEGA MAX（2011年） - チーフプロデューサー
  - 仮面ライダー×仮面ライダー 鎧武&ウィザード 天下分け目の戦国MOVIE大合戦（2013年） - チーフプロデューサー
  - 劇場版 仮面ライダー鎧武 サッカー大決戦!黄金の果実争奪杯!（2014年） - チーフプロデューサー
  - 仮面ライダー×仮面ライダー ドライブ&鎧武 MOVIE大戦フルスロットル（2014年） - チーフプロデューサー
  - 仮面ライダー平成ジェネレーションズ FINAL ビルド&エグゼイドwithレジェンドライダー（2017年） - プロデュース協力
  - 仮面ライダーアマゾンズ THE MOVIE 最後ノ審判（2018年） - プロデュース
  - 平成仮面ライダー20作記念 仮面ライダー平成ジェネレーションズ FOREVER（2018年） - プロデュース
  - 劇場版 仮面ライダージオウ Over Quartzer（2019年） - プロデュース
  - 仮面ライダー 令和 ザ・ファースト・ジェネレーション（2019年） - プロデュース
  - 仮面ライダー電王 プリティ電王とうじょう!（2020年） - プロデューサー
  - 仮面ライダーギーツ×リバイス MOVIEバトルロワイヤル（2022年） - プロデューサー
  - 映画 仮面ライダーギーツ 4人のエースと黒狐（2023年） - チーフプロデューサー
  - 仮面ライダー THE WINTER MOVIE ガッチャード&ギーツ 最強ケミー★ガッチャ大作戦（2023年） - チーフプロデューサー
  - 仮面ライダーガッチャード ザ・フューチャー・デイブレイク（2024年） - 「仮面ライダーガヴ」プロデュース協力
  - 仮面ライダーガヴ お菓子の家の侵略者（2025年） - チーフプロデューサー
- スーパーヒーロー大戦シリーズ
  - 仮面ライダー×スーパー戦隊 スーパーヒーロー大戦（2012年） - 協力プロデューサー
  - 仮面ライダー×スーパー戦隊×宇宙刑事 スーパーヒーロー大戦Z（2013年） - プロデュース
  - 平成ライダー対昭和ライダー 仮面ライダー大戦 feat.スーパー戦隊（2014年） - プロデュース
  - スーパーヒーロー大戦GP 仮面ライダー3号（2015年） - プロデュース
  - 仮面ライダー×スーパー戦隊 超スーパーヒーロー大戦（2017年） - 協力プロデューサー
- スーパー戦隊シリーズ
  - 特命戦隊ゴーバスターズ THE MOVIE 東京エネタワーを守れ!（2012年） - チーフプロデューサー
  - 特命戦隊ゴーバスターズVS海賊戦隊ゴーカイジャー THE MOVIE（2013年） - チーフプロデューサー
  - 手裏剣戦隊ニンニンジャー THE MOVIE 恐竜殿さまアッパレ忍法帖!（2015年） - チーフプロデューサー
  - 手裏剣戦隊ニンニンジャーVSトッキュウジャー THE MOVIE 忍者・イン・ワンダーランド（2016年） - チーフプロデューサー
  - 機界戦隊ゼンカイジャー THE MOVIE 赤い戦い! オール戦隊大集会!!（2021年） - プロデューサー
- 東映ムビ×ステ
  - 死神遣いの事件帖‐傀儡夜曲‐（2020年）-プロデューサー
  - 死神遣いの事件帖 -月花奇譚-（2022年）-プロデューサー
- シージェッター海斗特別編（2013年） - プロデューサー
- がんばれいわ!!ロボコン ウララ〜!恋する汁なしタンタンメン!!の巻（2020年） - プロデューサー
- セイバー+ゼンカイジャー スーパーヒーロー戦記（2021年） - プロデューサー

### オリジナルビデオ
- ウルトラマンVS仮面ライダー（1993年） - プロデュース補
- 電磁戦隊メガレンジャーVSカーレンジャー（1998年） - プロデューサー
- 仮面ライダー555 ハイパーバトルビデオ（2003年） - 作詞（脚本）
- 仮面ライダー剣 超バトルビデオ ブレイドVSブレイド（2004年） - 構成
- 仮面ライダーカブト 超バトルDVD 誕生!ガタックハイパーフォーム!!（2006年） - 構成
- 帰ってきた特命戦隊ゴーバスターズVS動物戦隊ゴーバスターズ（2013年） - チーフプロデューサー
- 鎧武外伝（2015年） - チーフプロデューサー
  - 仮面ライダー斬月/仮面ライダーバロン
  - 仮面ライダーデューク/仮面ライダーナックル
- 帰ってきた手裏剣戦隊ニンニンジャー ニンニンガールズVSボーイズ FINAL WARS（2016年） - チーフプロデューサー
- 仮面ライダーオーズ 10th 復活のコアメダル（2022年） - チーフプロデューサー
- 機界戦隊ゼンカイジャーVSキラメイジャーVSセンパイジャー（2022年） - プロデューサー

### ネットムービー
- 仮面ライダーアマゾンズ（2016年 - 2017年） - プロデュース
- 仮面ライダージオウ スピンオフ RIDER TIME（2019年） - プロデュース
  - 仮面ライダージオウ スピンオフ PART1『RIDER TIME SHINOBI』
  - 仮面ライダージオウ スピンオフ PART2『RIDER TIME 龍騎』
- 鎧武外伝 仮面ライダーグリドンVS仮面ライダーブラーボ（2020年） - プロデューサー
- 機界戦隊ゼンカイジャー スピンオフ ゼンカイレッド大紹介！（2021年） - プロデューサー
- オーズ10th 仮面ライダーバース バースX誕生秘話（2022年） - プロデューサー

### 舞台
- H〜i!Jack!! 〜やぁ!ジャックさん!!〜（2005年） - プロデュース
- 人生最良みたいな〜!日? 〜葬儀と結婚式が同じ日に?!〜（2007年） - プロデュース
- おれの舞台（2013年） - プロデュース
- 舞台『仮面ライダー斬月』-鎧武外伝-（2019年3月9日 - 24日、日本青年館ホール / 2019年3月28日 - 31日、京都劇場） - プロデューサー

### ゲーム
- ライドカメンズ（2024年） - 世界観監修・プロデュース[10]

### その他
- パワーレンジャー・イン・スペース（2000年） - 日本語版監修
- KAMEN RIDER DRAGON KNIGHT（2009年 - 2010年） - 日本語版プロデュース
- 獣電戦隊キョウリュウジャーブレイブ（2017年） - プロデュース